# Bucklandiella araucana
Bucklandiella araucana là một loài Rêu trong họ Grimmiaceae. Loài này được Larraín mô tả khoa học đầu tiên năm 2011.